# بوسندورف
بوسندورف (به فرانسوی: Bossendorf) یک کمون در فرانسه است که در Unterelsaß واقع شده‌است. بوسندورف ۳٫۹۸ کیلومتر مربع مساحت دارد.